# Névoa útil

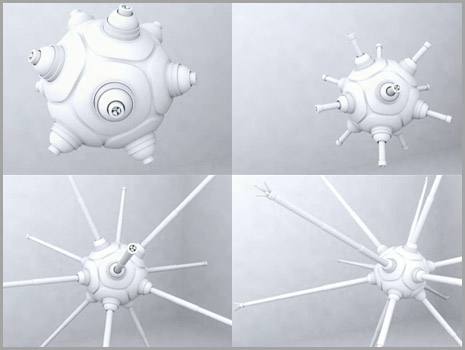
Visualização de um foglet com os membros retraídos e estendidos.

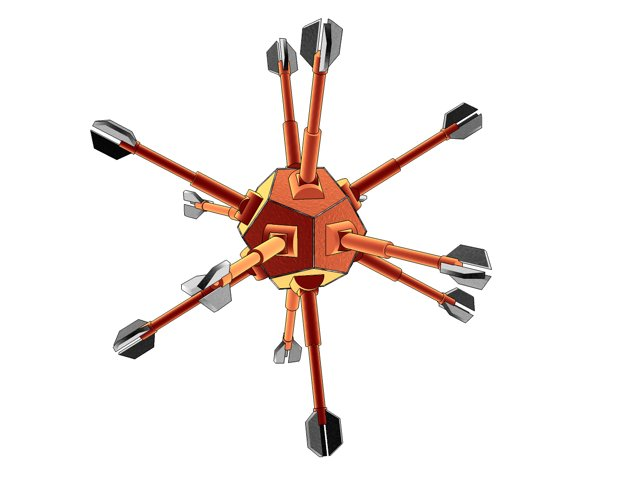
Diagrama de um foglet de 100 micrômetros.

A névoa útil (termo cunhado pelo Dr. John Storrs Hall em 1993) é uma coleção hipotética de robôs minúsculos que podem replicar uma estrutura física.  Com essas propriedades, a névoa útil é um exemplo de conjunto de robôs modulares autorreconfiguráveis.

## Concepção
Hall idealizou a névoa útil como um substituto nanotecnológico para os cintos de segurança dos carros. Os robôs seriam microscópicos, cujos membros se projetassem em diversas direções, sendo capaz de se reconfigurar em estruturas tridimensionais reticulares. Pinças nas terminações dos membros permitiriam a estes robôs (ou foglets) se conectar a outro robô e transmitir tanto informações quanto energia, possibilitando que atuassem como um material contínuo cujas propriedade óticas e mecânicas poderia variar sob um amplo espectro. Cada foglet seria dotado de uma capacidade de processamento considerável, sendo capazes de se comunicar com seus robôs vizinhos.
Em sua aplicação original como um substituto para os cintos de segurança, o enxame de robôs teria uma configuração dispersa com seus membros folgados, permitindo a passagem de ar entre um robô e outro. No caso de uma colisão os membros dos robôs se retrairiam em suas posições atuais, como se o ar que circunda os passageiros se solidificasse repentinamente. O resultado seria a dispersão de qualquer impacto sobre a toda a superfície do corpo do passageiro. 
Como os foglets teriam dimensões microscópicas, a construção de foglets demandaria o domínio completo da nanotecnologia molecular. Cada robô teria a forma de um dodecaedro com 12 membros se projetando para fora.  Cada membro teria quatro graus de liberdade. Quando interligados, os foglets formariam uma estrutura reticular. A estrutura dos foglets seria composta de óxido de alumínio ao invés de diamante combustível para evitar a criação de um explosivo termobárico.
Hall e eutros pesquisadores logo perceberam que a névoa útil poderia ser fabricada em massa para ocupar toda a atmosfera de um planeta e substituir qualquer estrutura física necessária à vida humana. Através do movimento orquestrado de foglets, qualquer objeto ou pessoa poderia ser transportado de uma localidade a outra. Edifícios virtuais poderiam ser construídos e destruídos em instantes, possibilitando a substituição de cidades e estradas existentes por fazendas e jardins. Como a nanotecnologia molecular poderia descartar a necessidade por corpos biológicos, a névoa útil poderia permanecer um periférico útil para a execução de tarefas de engenharia e manutenção. 

## Ficção científica
Já em 1964, a ideia de enxames nanorobóticos havia sido descrita por Stanislaw Lem em seu romance The Invincible, que tem lugar num planeta em que a ecologia fora dominada pelos nanorobôs. Trabalhos de ficção científica mais recentes têm explorado as consequências possíveis da emergência dessa tecnologia, como por exemplo o romance Prey (2002), de  Michael Crichton, ou incorporado esta tecnologia como parte de seu repertório, como  The Quantum Thief (2010), de Hannu Rajaniemi. 
Na série cômica pós-cyberpunk Transmetropolitan, existe uma raça de seres conhecida como "os foglets". Através de um processo técnico complicado, suas consciências são transferidas para uma nuvem de bilhões de foglets, um processo que eles vêem sugar suas limitações biológicas os deixando apenas com o regozijo pessoal. O corpo agora vazio é então utilizado como combustível para catapultar os foglets. Eles podem se tornar tão rarefeitos a ponto de se tornarem invisíveis, e se reagruparem como uma nuvem rosada de poeira quando quiserem ser vistos.
Uma sugestão foi feita por Jim Al-Khalili que a superfície externa camaleônica de um TARDIS poderia ser composta por névoa útil em seu programa "How To Make A Tardis", parte do Doctor Who Night na BBC2 transmitido no final de 1999.